# Tour carrée de Roquemaure
La tour carrée de Roquemaure est le vestige d'un ancien château médiéval situé sur le territoire de la commune de Roquemaure, en France.

## Généralités
La tour est située à Roquemaure, dans le département du Gard, en région Occitanie, en France.

## Histoire
L'ancien château est mentionné en 1096, il est fortifié au XIIe siècle et un fossé est creusé en 1354. Le château est pris lors des guerres de religions en 1577 et assiégé en 1590 occasionne des dommages sur la façade occidentale du château.
Il était à l'origine propriété des comtes de Toulouse ; en 1209, Raymond VI, pour faire repentance, donne ce château, parmi d'autres, à l'évêque d'Avignon. En 1229, le château est légué au roi de France Saint-Louis.
Il est vendu comme bien national en 1795 et démantelé en 1580.
La tour carrée est inscrite au titre des monuments historiques par arrêté du 31 mai 1957.

## Description
L'ancien château était construit sur un piton rocheux, avait des dimension de 90 mètres sur 60 mètres et possédait 7 tours. Il avait une position privilégiée, en surplomb des points de passages et péages (navigation nord-sud sur le fleuve, route est-ouest Languedoc-Provence).
Seul vestige restant, la tour carrée est construite sur une aiguille rocheuse. Sur une base carrée de 6 m 75 de côté, elle a une hauteur d'environ 16 mètres, à laquelle il faut ajouter la hauteur du piton rocheux sur laquelle elle est posée, faisant culminer sa terrasse à environ 40 mètres au-dessus de la ville. Avec des murs de 1 m 75 d'épaisseur, elle possédait 3 niveaux et une terrasse à son sommet, permettant la surveillance du port et des péages.

## Galerie

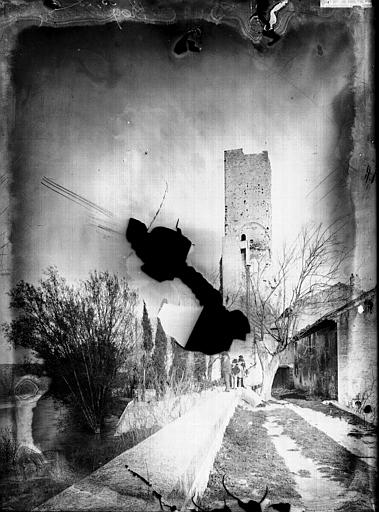
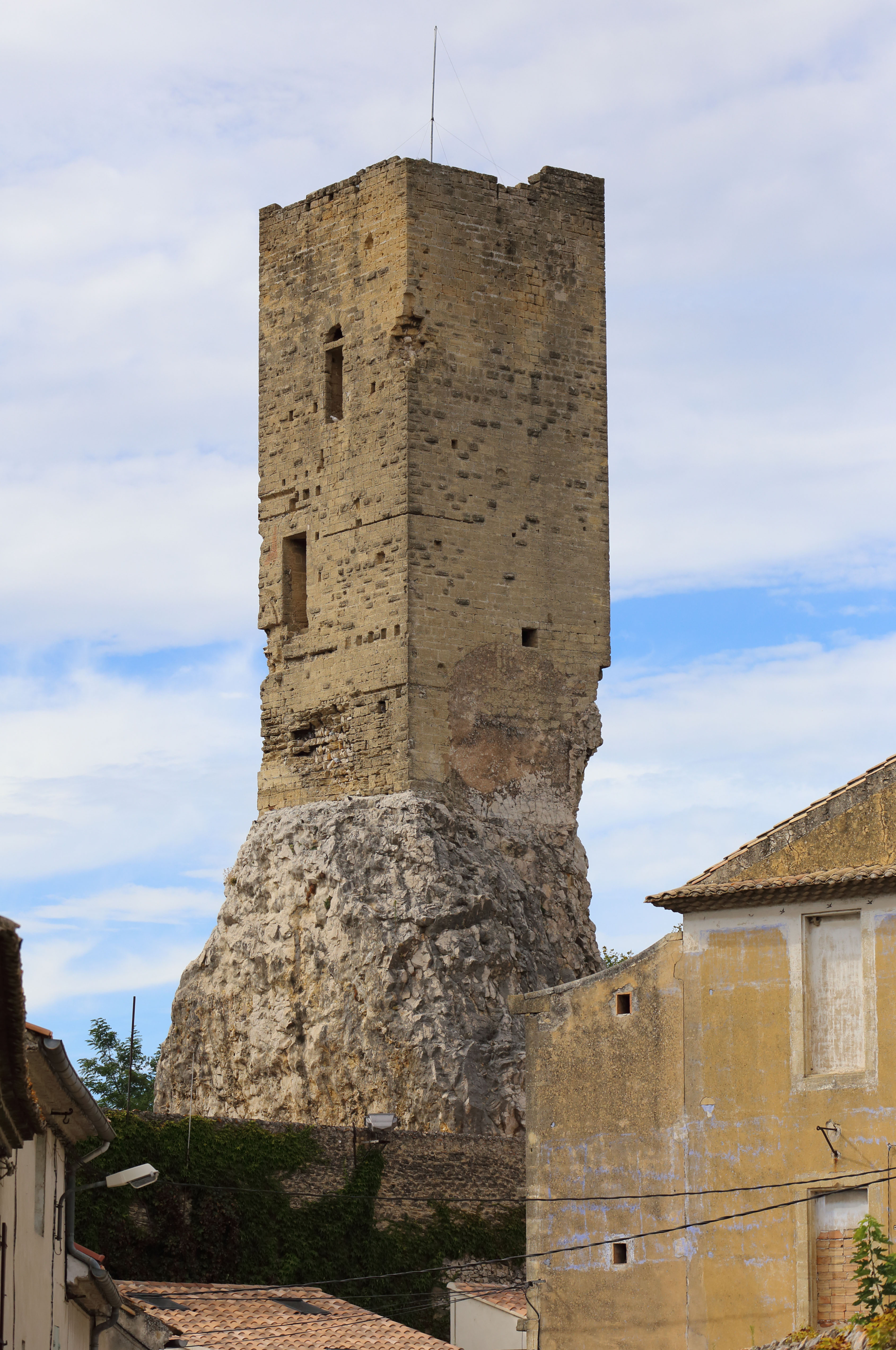
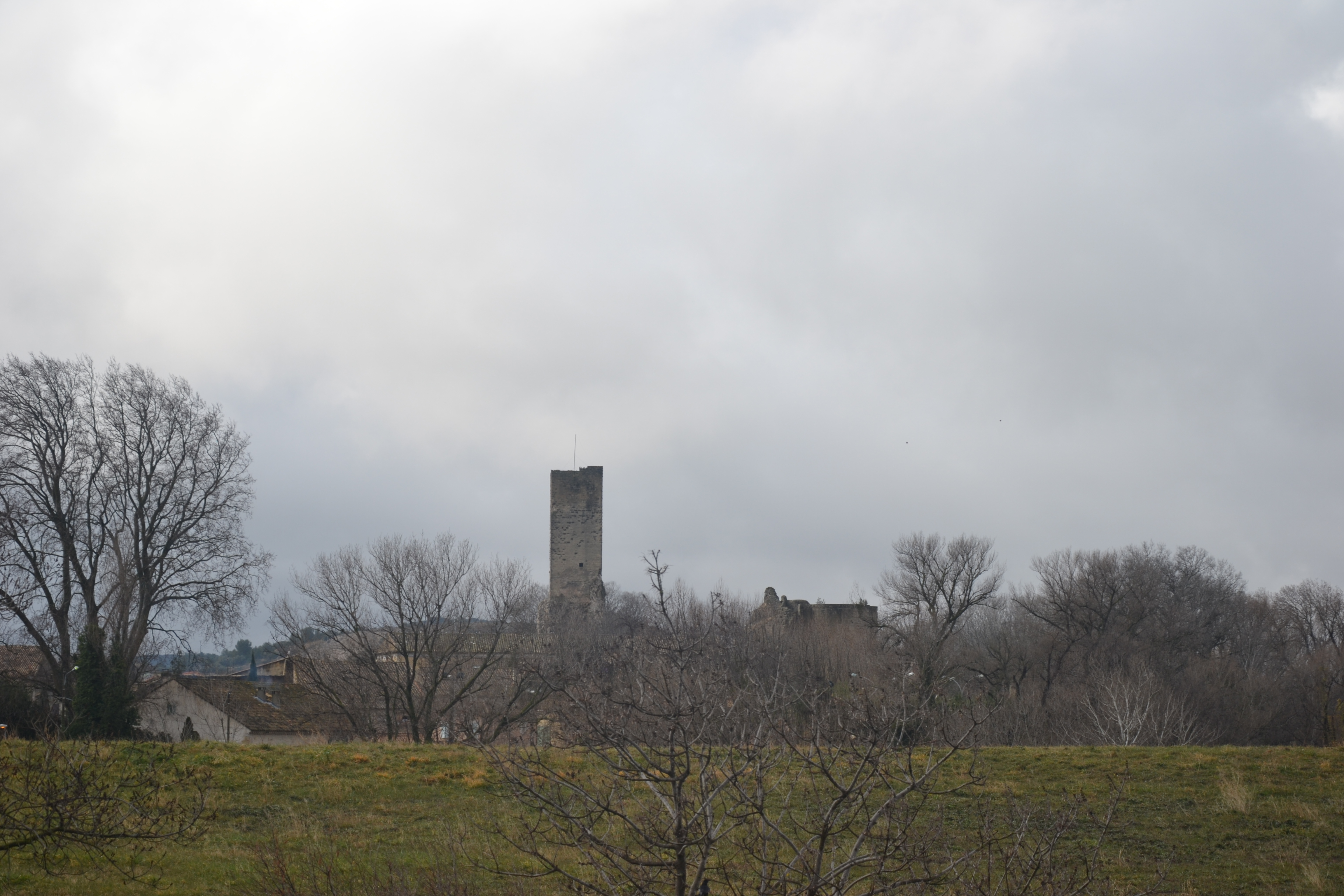